# Van der Graaf Generator
I Van der Graaf Generator sono un gruppo rock progressive inglese.
La loro formazione ha subito nel tempo molte trasformazioni, sciogliendosi varie volte, ma quella considerata classica e maggiormente conosciuta era composta dal leader Peter Hammill (voce, chitarra, pianoforte, nonché principale autore delle canzoni), Hugh Banton (tastiere, basso elettrico, chitarra), Guy Evans (batteria) e David Jackson (fiati).
Molto apprezzati dalla critica, ebbero un notevole successo, sin dagli inizi della loro carriera, soprattutto in Italia e raggiunsero la fama a livello europeo con l'uscita dell'album Pawn Hearts nel 1971. Dopo lo scioglimento del gruppo nel 1978, la formazione classica dei VDGG si riunirà nel 2005.
I Van der Graaf Generator non hanno molto in comune con gli altri gruppi del genere, infatti i loro testi non trascendono il reale nel favolistico, come i Genesis, gli Yes o i King Crimson, ma si sviluppano in contesti più filosofici vicini allo psicodramma. Anche la loro musica è abbastanza diversa dai loro contemporanei, non sono presenti virtuosismi, barocchismi o riempimenti vari, ma le atmosfere sono cupe, caratterizzate da arrangiamenti allo stesso tempo essenziali e complessi, che li hanno distinti nel corso della loro carriera. Grazie quindi alla loro essenzialità, che li differenziava rispetto al resto degli altri gruppi progressive rock, i Van Der Graaf Generator furono considerati tra i predecessori del fenomeno punk rock.

## Storia

### Formazione e inizio della carriera (1967-1969)

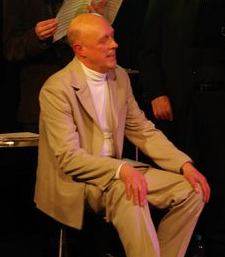
Judge Smith, fondatore del gruppo, in Norvegia nel 2009.

Durante l'estate del 1967, mentre era in viaggio a San Francisco, il batterista Judge Smith incominciò a stilare una lista di persone con cui formare un gruppo rock. Al suo ritorno a Manchester, trovò in Peter Hammill e Nick Pearne i compagni ideali con cui fondare una band. Il gruppo aveva preso il suo nome dal generatore di Van de Graaff, uno strumento in grado di generare carica elettrostatica fino a raggiungere tensioni altissime. La erre in più e l'assenza della effe finale nel nome della band furono accidentali. Nonostante le forti personalità di Smith e di Pearne, Hammill riuscì ad affermarsi, attirando verso di sé una notevole attenzione. Nel 1968 Nick Pearne venne rimpiazzato da Keith Ellis.
Il trio formato da Smith, Hammill ed Ellis riuscì a firmare un contratto, ma incise solo un singolo, People You Were Going To (brano che apparirà in seguito nell'album di Hammill Nadir's Big Chance). Dopo la registrazione del brano, Smith lasciò la band rimpiazzato da Guy Evans e il giovane Hugh Banton prese posto come tastierista. La band si sciolse a metà del 1968 a causa dello scarso successo.
Nel 1969, durante le registrazioni di quello che avrebbe dovuto essere un album solista di Hammill, i Van der Graaf Generator rinacquero. The Aerosol Grey Machine venne inizialmente pubblicato a nome dell'intero gruppo solo negli Stati Uniti. Anticipato dal singolo Afterwards / Necromancer, l'album, seppur in modo incompleto e confuso, contiene i primi elementi progressive, la struttura delle canzoni si fa più complessa e il sound diventa più cupo dei precedenti brani registrati dalla band, pur mantenendo un certo tono psichedelico.

### Il periodoprogressivoe il successo di Pawn Hearts (1969-1972)

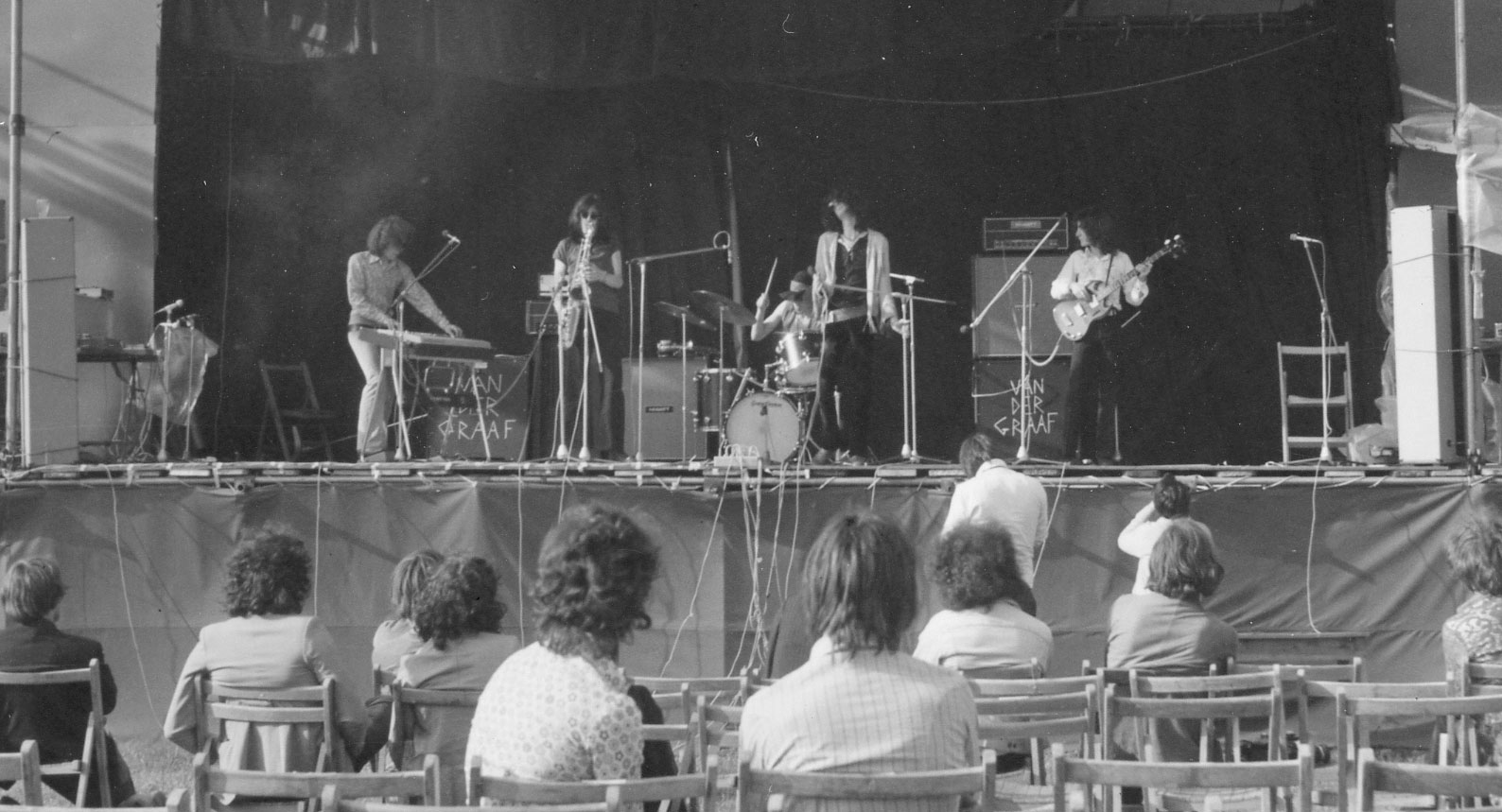
I Van der Graaf in concerto (1972)

La formazione mutò subito dopo l'esordio: Ellis abbandonò il gruppo e venne sostituito da Nic Potter. Al gruppo si aggiunse anche David Jackson (sassofono e flauto). Il gruppo cambiò sound con l'abbandono dei toni psichedelici del primo album per approdare a sonorità più strutturate e cupe, con evidenti influenze classiche e jazzistiche. Il risultato fu The Least We Can Do Is Wave to Each Other, album che si discosta molto dall'esordio: le canzoni sono più strutturate e con un suono più maturo, la voce di Hammill appare più convincente e aggressiva. Nonostante il successo commerciale stentasse ad arrivare, l'album non passò inosservato a Robert Fripp, chitarrista dei King Crimson, che decise di contribuire all'incisione del successivo album del gruppo, H to He, Who Am the Only One, nel quale suonò una parte di chitarra nel brano The Emperor in His War-Room. Durante le registrazioni di H to He, Potter abbandonò il gruppo. Trovatisi senza un bassista, i Van der Graaf Generator decisero di fare a meno di questo strumento e incaricano Hugh Banton di produrre i suoni più bassi con i pedali dell'Organo Hammond. H to He, Who Am the Only One è un album nel quale prende piena forma il sound della band, raffinato e allo stesso tempo drammatico e aggressivo in cui i testi e le melodie di Hammill sono accompagnati da armonie intricate, laboriose, fatte di sobbalzi ritmici e di disturbi di sottofondo che ne aumentano la drammaticità.

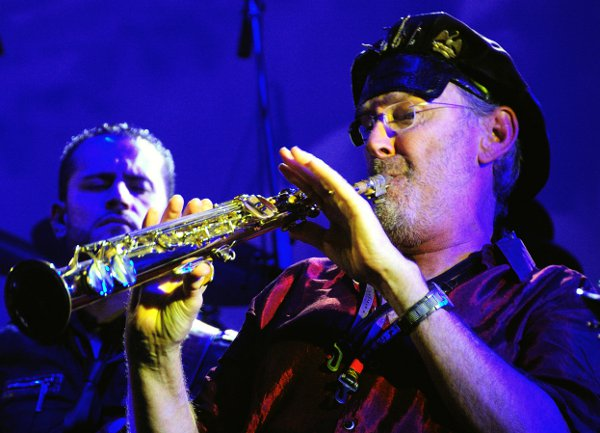
David Jackson (2009)

L'anno successivo, nel 1971 uscì il disco considerato da gran parte dei critici il miglior lavoro della loro discografia e uno dei punti cardine del progressive: Pawn Hearts. L'album ebbe un notevole successo e registrò il più grande numero di vendite in Italia, dove rimase nelle top ten per 12 settimane. Anche il singolo Theme One, brano strumentale originalmente composto da George Martin (musicista e produttore) nei primi anni sessanta, registrò un notevole successo occupando il primo posto della hit parade italiana. Dopo l'incisione dell'album, la band si impegnò in un lungo tour fra il 1970 e il 1972 suonando anche a Milano al teatro Massimo, ma a causa di difficoltà economiche Hammill abbandonò il gruppo cominciando la sua lunga e prolifica carriera solista.
Con il nome di The Long Hello, il trio rimasto registrò nel 1973 un album strumentale omonimo con Potter, Ced Curtis e Piero Messina.
Hammill rimase in ottimi rapporti con i suoi ex compagni, tanto che Banton, Jackson ed Evans contribuirono più volte ai suoi lavori solisti (un brano in pieno stile Van der Graaf è per esempio In the Black Room dall'album Chameleon in the Shadow of the Night, che è stato riproposto anche nei concerti che i Van der Graaf hanno tenuto nel 2005, durante la temporanea riunione del gruppo). Va accennato anche che Hammil, nel 1973, collaborò con il gruppo italiano Le Orme scrivendo i testi in inglese di "Felona e Sorona": il disco "Felona and Sorona" in inglese uscì sotto l'etichetta Charisma, la stessa dei Van der Graaf nonché di altri gruppi prog come i Genesis.

### La prima reunion (1975-1978)

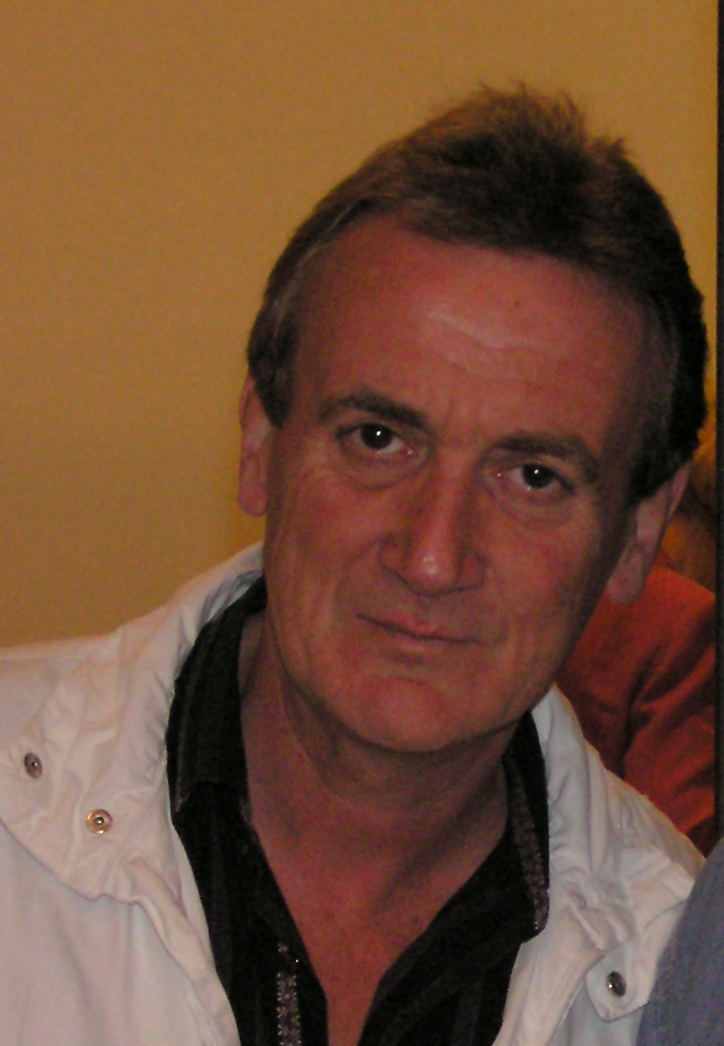
Nic Potter (2007)

Nel 1975, i Van der Graaf Generator tornarono a suonare con il loro nome e incisero tre album in dodici mesi. In tutti e tre, furono gli stessi membri del gruppo a curare registrazione e suono (per i precedenti album la supervisione era stata di John Anthony dei Trident Studios). Le sonorità risultavano essere più essenziali, meno sperimentali e più facili all'ascolto, ma anche cariche di una cupa violenza, in netto contrasto con le complessità sonore progressive dei primi lavori. Godbluff, il primo dei tre, è sicuramente il più cupo di tutta la discografia del gruppo: è un album sulla perdita della speranza. Still Life è, invece, in netta antitesi con il precedente: ha infatti un suono meno teso e nei testi si sente spesso aleggiare un clima di ritrovata speranza. Fra i dischi pubblicati nella loro prima riunione, Still Life è considerato il migliore anche se non all'altezza dei precedenti.
A questo album seguì un forse meno ispirato World Record, che contiene comunque ottime canzoni, come ad esempio il brano Meurglys III, canzone dedicata da Hammill alla propria chitarra, dove il leader dei Van der Graaf Generator improvvisa alcuni brevi passaggi proprio con la chitarra. Dopo questo album furono Banton e Jackson ad abbandonare la band. Tornò invece Nic Potter e, con una mossa tipica dell'eccentricità della band, Banton venne sostituito da un violinista, Graham Smith, proveniente dagli String Driven Thing, a cui si aggiunse in un secondo tempo anche il violoncellista Charles Dickie. La band decise anche di abbreviare il proprio nome in Van der Graaf per sottolineare l'assenza di una parte del gruppo. Questa nuova formazione incise solo un album in studio, The Quiet Zone/The Pleasure Dome nel 1977, per poi sciogliersi definitivamente nel 1978, dopo un magnificamente "oscuro" album live: Vital, caratterizzato dalle sonorità più violente mai prodotte dalla band (in particolare, il cantato di Hammill risulta un vero e proprio ruggito primordiale). Vital fu registrato dal vivo il 16 gennaio 1978 al Marquee Club, durante un concerto "a sorpresa" con pochissimi spettatori, ma con un eccellente rendimento sonoro (un esempio è il brano Door, pieno di energia e vitalità). Per l'occasione il sassofonista David Jackson tornò a suonare con il gruppo, comparendo come ospite nella seconda parte del concerto.
Dopo lo scioglimento venne pubblicato un album di materiale inedito. Time Vaults è una raccolta di brani inediti e registrazioni che vanno dal 1972 al 1975. Vennero pubblicate anche molte altre raccolte di materiale della band, per fare qualche esempio Repeat Performance, Rock Heavies e The Box.
La formazione classica suonò ancora insieme occasionalmente. Nel 1991, suonarono alcuni brani del loro repertorio alla festa del quarantesimo compleanno della moglie di David Jackson. Nel 1996, salirono sul palco durante un concerto di Hammill ed Evans alla Union Chapel eseguendo Lemmings (da Pawn Hearts). Nel 2003, Banton, Jackson ed Evans suonarono Still Life con Hammill alla Queen Elizabeth Hall di Londra.

### La seconda reunion (2005)

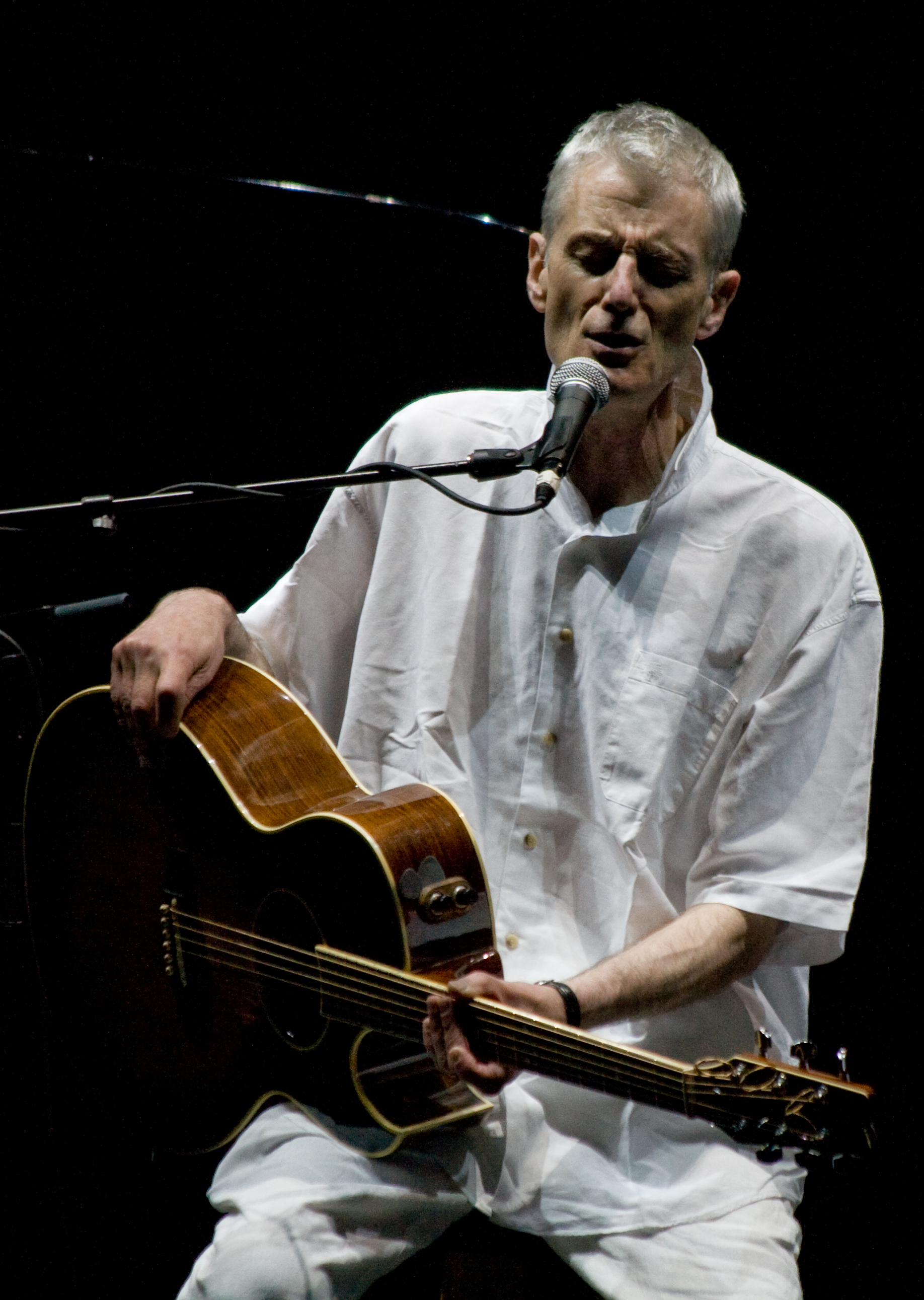
Peter Hammill a Betlemme nel 2008.

Proprio dopo il concerto alla Queen Elizabeth Hall, la band decise di ricominciare a scrivere e a incidere insieme. Il lavoro per il nuovo album incominciò nell'estate del 2004. Il risultato fu un doppio CD, Present, in parte costituito da "canzoni" in senso tradizionale, e in parte registrazioni di session di improvvisazione. All'album seguì, il 6 maggio 2005, un concerto di grande successo al Royal Festival Hall di Londra e, nel resto dell'anno, un tour europeo che ha toccato anche alcune città italiane (fra cui Roma e Milano). Dopo il tour, Jackson abbandonò definitivamente la band..
Nel 2008 la band, ridotta a un trio intraprese un nuovo tour in seguito alla pubblicazione del nuovo album Trisector (pubblicato il 18 marzo), che toccò anche l'Italia in un'unica data il 29 marzo a Rosignano Solvay.
Nel 2009 i Van der Graaf hanno realizzato un tour in Europa con diverse date anche in Italia come quelle del 29 luglio a Guastalla (Reggio Emilia), del 31 luglio a Sestu e del 2 agosto a Trieste in Piazza Unità d'Italia. Dopo il tour registrarono il disco dal vivo Live at the Paradiso.
Nel 2011 Peter Hammill, Guy Evans e Hugh Banton hanno annunciato il nuovo tour europeo che segue l'uscita dell'album A Grounding in Numbers: ben cinque sono state le tappe italiane, tra il 4 e 9 aprile 2011. I tre sono partiti da Roma all'Auditorium, quindi hanno suonato a San Benedetto del Tronto il 5, il 7 al Conservatorio di Milano, l'8 a Vicenza e il 9 a Cesena.
Nel 2014-2015 "Earlybird project" la nuova creazione della band oggi composta da Peter Hammill, Hugh Banton e Guy Evans con l'artista Vladislav Shabalin.

## Stile musicale
Per la loro intima connessione con tutto un circuito musicale che fioriva a fine anni sessanta in Inghilterra, i Van Der Graaf Generator stilisticamente appartengono al mondo del rock progressivo, ma le loro sonorità si discostano dai gruppi progressive a loro contemporanei in considerazione del fatto che la formazione fu estranea al virtuosismo strumentale di Emerson, Lake & Palmer, alla ricerca formale degli Yes, al ricorso alle astrazioni fiabesche dei Genesis, alle arie classicheggianti dei Nice o alle atmosfere medievali rintracciabili nei King Crimson e nei Gentle Giant. Pur contenendo gli ingredienti tipici del progressive, che assieme al folk e al blues includeva psichedelia, musica classica, musica sperimentale e jazz, la miscela che ne sortì è da considerarsi unica soprattutto per il contributo canoro di Peter Hammill. Il cantante mostra la propria versatilità intervallando passaggi morbidi ad altri intensamente rabbiosi e angosciosi e indirizzando il gruppo – la cui line up priva di chitarra e guidata da sassofono e tastiere contribuiva all’assoluta originalità del sound – verso una dimensione profonda e drammatica esaltata dalle sue liriche cupe ed esistenzialiste.
Il secondo stadio nell’evoluzione dei Van Der Graaf Generator cominciò dopo un primo scioglimento seguito al loro capolavoro Pawn Hearts. Gli arrangiamenti si fecero più asciutti, l’interazione fra fiati e organo raggiunse punte di eccellenza, la voce di Hammill divenne ancor più irruente, quasi a farlo considerare un precursore dello stile punk, per giungere infine all’ultima fase, che alterna l’amplificazione delle dimensioni febbrili a momenti di lirismo.

## Componenti

### Formazione classica
- Peter Hammill: Voce, chitarra, pianoforte (1967-1972, 1975-1978 2005-presente)
- Hugh Banton: Tastiere, basso elettrico, chitarra (1968-1972, 1975-1976 2005-presente)
- Guy Evans: Batteria (1968-1972, 1975-1978, 2005-presente)
- David Jackson: Fiati (1970-1972, 1975-1977, 1978, 2005-2006)

### Formazione attuale
- Peter Hammill: Voce, chitarra, tastiere
- Hugh Banton: Organo Hammond, basso elettrico
- Guy Evans: Batteria

### Ex membri
- Judge Smith: Voce, batteria, fiati (1967-1968)
- Nick Pearne: Organo Hammond (1967)
- Keith Ellis: Basso elettrico (1968)
- Nic Potter: Basso elettrico (1970, 1977-1978)
- David Jackson: Sassofono, flauto, pianoforte (1970-1977, 1978, 2005)
- Graham Smith: Violino (1977-1978)
- Charles Dickie: Violoncello (1978)

## Discografia

### Album in studio
- 1969 - The Aerosol Grey Machine
- 1970 - The Least We Can Do Is Wave to Each Other
- 1970 - H to He, Who Am the Only One
- 1971 - Pawn Hearts
- 1975 - Godbluff
- 1976 - Still Life
- 1976 - World Record
- 1977 - The Quiet Zone/The Pleasure Dome
- 2005 - Present
- 2008 - Trisector
- 2011 - A Grounding in Numbers
- 2012 - ALT
- 2016 - Do Not Disturb

### Album dal vivo
- 1978 - Vital
- 1994 - Maida Vale
- 2007 - Real Time
- 2009 - Live at the Paradiso

### Enciclopedie
- Alessandro Bonini, Emanuele Tamagnini, I Classici del Rock: i Protagonisti Che Hanno Contribuito a Rendere Immortale il Rock, Roma, Gremese editore, 2005, ISBN 978-88-8440-363-6.
- Federico Guglielmi, Cesare Rizzi, Grande Enciclopedia Rock, Firenze, Giunti editore, 2002, ISBN 88-09-02852-X.
- Riccardo Bertoncelli, Storia leggendaria della musica rock, Firenze, Giunti Editore, 1999,  p. 256, ISBN 88-09-01407-3.
- E. Cilia, F. Guglielmi, Rock. I 500 dischi fondamentali, Firenze, Giunti Editore, 2002,  p. 226, ISBN 978-88-09-02750-3.
- Martin C. Strong, The great rock discography, Firenze, Giunti Editore, 1998,  p. 1120, ISBN 88-09-21522-2.
- (EN) Peter Buckley, Jonathan Buckley, The Rough Guide to Rock, Rough Guides, 2003,  p. 1225, ISBN 1-84353-105-4.
- Cesare Rizzi, Progressive & Underground '67-'76, Firenze, Giunti editore, 2003, ISBN 88-09-03230-6.
- (EN) Edward Macan, Rocking the classics: English progressive rock and the counterculture, Oxford, Oxford University Press, 1996, ISBN 0-19-509887-0.

### Testi monografici
- (EN) AA.VV., Van der Graaf Generator, The Book: A History of the Band Van der Graaf Generator, Phil and Jim Publishers, 2005, ISBN 978-0-9551337-0-1.
- Michele Coralli, Van Der Graaf Generator - Discesa nel maelström progressivo, Stampa Alternativa / Nuovi Equilibri, 2013, ISBN 978-88-6222-302-7.
- Jim Christopulos, Phil Smart,Van der Graaf Generator, The Book: A History of the Band Van der Graaf Generator 1967 to 1978, 2005, Phil and Jim Publishers, ISBN 978-0-9551337-0-1